# MDN Web Docs
MDN Web Docs, précédemment Mozilla Developer Network et anciennement Mozilla Developer Center, est un dépôt de documentation et une ressource d'apprentissage pour les développeurs web utilisés par Mozilla, Microsoft, Google et Samsung. 
Le contenu de MDN Web Docs est maintenu par des employés et des bénévoles de Mozilla et de Google (communauté de développeurs et de rédacteurs techniques).

## Histoire
En 2005, Mozilla Corporation lance le projet sous le nom de Mozilla Developer Center pour unifier la documentation sur les standards web ouverts de ses propres projets Mozilla et des guides pour les développeurs. Mozilla Corporation finance depuis, les serveurs et emploie le personnel travaillant sur les projets. Le contenu initial du site est fourni par DevEdge, pour lequel la Fondation Mozilla obtient une licence d'AOL,. Le site contient désormais un mélange de contenu migré de DevEdge et mozilla.org, ainsi que du contenu original et plus à jour,. La documentation est également transférée de XULPlanet.com[réf. souhaitée].
Le 3 octobre 2016, le navigateur Brave ajoute Mozilla Developer Network parmi ses options de moteurs de recherche par défaut.
En 2017, MDN Web Docs devient la documentation unifiée de la technologie web pour Google, Samsung, Microsoft et Mozilla,. Microsoft commence à rediriger les pages de MSDN vers MDN.
En 2019, Mozilla commence à tester en version bêta un nouveau site de lecture pour MDN Web Docs écrit en React (au lieu de JQuery ; certaines fonctionnalités de jQuery ont été remplacées par la bibliothèque Cheerio). Le nouveau site est lancé le 14 décembre 2020. Depuis le 14 décembre 2020, tout le contenu modifiable est stocké dans un dépôt git hébergé sur GitHub, où les contributeurs discutent des modifications.
Le 25 janvier 2021, l'Open Web Docs est lancée en tant qu'organisation à but non lucratif afin de collecter des fonds pour le développement du MDN. En février 2021, les principaux contributeurs financiers d'OWD sont Microsoft, Google, Coil et Igalia.
Le 6 mars 2021, à la suite des changements apportés sur la plateforme, les langues française, japonaise, chinoise, et par la suite russe, sont dégelées. Ces dernières sont considérées comme étant les plus actives et ayant le plus de pages traduites, permettant aux communautés bénévoles de reprendre les traductions de ces locales.